# GKV-Finanzstruktur- und Qualitäts-Weiterentwicklungsgesetz
Das Gesetz zur Weiterentwicklung der Finanzstruktur und der Qualität in der gesetzlichen Krankenversicherung (GKV-Finanzstruktur- und Qualitäts-Weiterentwicklungsgesetz – GKV-FQWG) wurde am 5. Juni 2014 durch den Deutschen Bundestag beschlossen und trat am 1. Januar 2015 in Kraft. Es bedurfte keiner Zustimmung des Bundesrates.

## Beitragssätze
Durch das GKV-FQWG wurde ab 1. Januar 2015 der allgemeine Beitragssatz der GKV auf 14,6 Prozent (bisher 15,5 Prozent) gesenkt. Arbeitnehmer und Arbeitgeber tragen jeweils die Hälfte des Beitragssatzes, also 7,3 Prozent. Somit entfällt der bisher nur von den GKV-Mitgliedern zu zahlende Anteil in Höhe von 0,9 Prozent, allerdings können die gesetzlichen Krankenkassen im Rahmen ihrer Beitragsautonomie einkommensabhängige Zusatzbeiträge von ihren Versicherten erheben.

### Sonderkündigungsrecht
Erhebt ein Krankenkasse erstmals oder erhöht sie bereits geforderte Zusatzbeiträge, haben die Mitglieder dieses Trägers ein Sonderkündigungsrecht. Die Kasse muss die Versicherten über diese Möglichkeit mit einem gesonderten Schreiben informieren. In dem Brief muss auf die Höhe des durchschnittlichen GKV-Zusatzbeitrages und auf die Übersicht des GKV-Spitzenverbandes, in der die erhobenen Zusatzbeiträge aller Krankenkassen aufgeführt sind, hingewiesen werden. Übersteigt der Zusatzbeitrag einer Krankenkasse den durchschnittlichen GKV-Zusatzbeitrag, muss außerdem auf die Wechselmöglichkeit in eine günstigere Krankenkasse hingewiesen werden.
Der durchschnittliche GKV-Zusatzbeitrag beträgt 2021 1,3 Prozent.

## Qualitätsinstitut
Artikel 1 Nr. 7 des GKV-FQWG definiert, dass der Gemeinsame Bundesausschuss (G-BA) ein fachlich unabhängiges, wissenschaftliches Institut für Qualitätssicherung und Transparenz im Gesundheitswesen gründet. Zur Trägerschaft errichtet der G-BA dazu eine Stiftung des privaten Rechts. Das Qualitätsinstitut arbeitet sowohl an Maßnahmen zur Qualitätssicherung als auch daran, die Versorgungsqualität im Gesundheitswesen darzustellen.

## Versorgung mit Hebammenhilfe
Im GKV-FQWG wurden Regelungen aufgenommen, mit denen Hebammen aufgrund ihrer Zahlungsverpflichtungen in die Berufshaftpflichtversicherung finanziell durch Erhalt von Sicherstellungszuschlägen entlastet werden können.

## Unabhängige Patientenberatung (UPD)
Im Gesetz ist ferner geregelt, die Förderung der UPD auf 9 Millionen Euro zu erhöhen. Bundesweit gibt es 21 Beratungsstellen der UPD. Dort wird telefonisch oder vor Ort zu gesundheitlichen, rechtlichen und psychosozialen Themen informiert. Mit der Fördersumme soll besonders die telefonisch Erreichbarkeit verbessert werden. Die Erhöhung der Fördersumme tritt ab 1. Januar 2016 in Kraft.

## PEPP
Das GKV-FQWG regelt die Verlängerung der Einführungsphase des pauschalierenden Vergütungssystems für psychiatrische und psychosomatische Krankenhäuser und Fachabteilungen (PEPP) um zwei Jahre. Das bedeutet, dass psychiatrische und psychosomatische Einrichtungen auch in den Jahren 2015 und 2016 frei darüber entscheiden können, ob sie bereits das neue oder noch das alte Vergütungssystem anwenden wollen.

## Ziele
Die Bundesregierung will mit dem GKV-FQWG weiter hochwertige Gesundheitsversorgung ohne unnötige Belastung der GKV-Versicherten sicherstellen, indem die Finanzstruktur der Gesetzlichen Krankenversicherung nachhaltig gefestigt wird. Das Gesetz soll fairen Wettbewerb sichern und die Versorgungsqualität stärken.

## Meinungen und Kritik

### Verband der Ersatzkassen (vdek)
Der vdek begrüßt, dass Krankenkassen zusätzliche Finanzmittel über einen pauschalen Zusatzbeitrag erheben müssen. Das dem GKV-System inhärente Prinzip der Belastungsumverteilung über eine einkommensabhängige Beitragserhebung wird bestätigt, so der vdek. Letztlich würden Beitragssatzautonomie, Solidarität und damit die GKV insgesamt gestärkt. Kritisiert wird, dass es an Regeln fehlt, nach denen der allgemeine Beitragssatz und damit der Arbeitgeberbeitrag in Zukunft angepasst werden können. Außerdem würde ein Mechanismus gebraucht der sicherstellt, dass auch die Arbeitgeber ihren Beitrag zur solidarischen Verantwortung für die gesundheitliche Versorgung leisten und künftige Ausgabenzuwächse mittragen. Auch bezüglich des Bundeszuschusses, der vom Staat an den Gesundheitsfonds zur Refinanzierung staatlicher (versicherungsfremder) Leistungen durch die GKV gezahlt wird, hegt der vdek Bedenken, denn dieser wurde laut vdek in den letzten Jahren wiederholt zum Nachteil der GKV gekürzt. Deshalb fordert der vdek, dass die zwingend vorzuhaltende Liquiditätsreserve des Gesundheitsfonds mit einer Obergrenze versehen wird. Überschießende Mittel würden dann an die Kassen und damit die Beitragszahler zurückgegeben werden.

### Deutsche Krankenhausgesellschaft (DKG)
Die DKG macht in einer Pressemeldung deutlich, dass der absehbar wachsende Finanzierungsbedarf für medizinische Leistungen über die Zusatzbeiträge erschwert wird und mahnte, dass es wie bei jeder Leistungserbringung auch bei der Mittelaufbringung nicht zur Dominanz des Preiswettbewerbs kommen dürfe. Das mit dem Gesetz eingeführte Qualitätsinstitut wird begrüßt: Die Krankenhäuser verbinden damit die Erwartung, dass die Qualitätssicherung und die Qualitätsberichterstattung auf eine neue wissenschaftlich fundierte und objektive Grundlage gestellt werden. Auch die verbesserten Informations- und Transparenzregelungen für die Patienten unterstützten die Kliniken. Ausdrücklich positiv wird die über einen Änderungsantrag noch ins Gesetz gekommene Klarstellung, dass Angaben über Leistungsbewertungen immer auch risikoadjustiert sein müssten, bewertet. „Damit unterstreicht der Gesetzgeber, dass die Bewertung medizinischer Leistungen von Krankenhäusern ein sehr komplizierter Prozess ist, bei dem eine Vielzahl höchst differenzierter und patientenindividueller Aspekte zu berücksichtigen ist“, so die DKG.

### Deutscher Hebammenverband (DHV)
Der DHV meint, das GKV-FQWG böte eine neue Grundlage für die weiteren Verhandlungen mit den Krankenkassen. Die Kostensteigerungen der Haftpflichtversicherungen würden für einen Teil der in der Geburtshilfe tätigen Hebammen abgefangen. Allerdings bietet der Sicherungszuschlag keine langfristige Lösung, denn ab Juli 2016 gäbe es keine Versicherer mehr, so der DHV, der deshalb die Einrichtung einer Haftungsobergrenze mit einem öffentlich finanzierten Haftungsfonds fordert.

### AOK-Bundesverband
Der AOK-Bundesverband kritisiert die Ausgestaltung des GKV-FQWG und meint, dass der Preiswettbewerb eher angeheizt werde als die Versorgungsleistung der Krankenkasse zu würdigen, weil jede Krankenkasse, deren Zusatzbeitrag über dem Durchschnitt der GKV liege, ihre Mitglieder über günstigere Krankenkassen informieren muss.